# Тазбичи
Тазбичи (чечен. ЧӀаьнта, Тас-ГутӀе) — село в Итум-Калинском районе Чеченской Республики. Административный центр Тазбичинского сельского поселения.

## География
Село расположено на правом берегу реки Хелдихойэрк, чуть выше её впадения в Аргун, в 2 км к юго-востоку от районного центра Итум-Кали.
Ближайшие сёла: на севере — Нижний Херахой и Верхний Херахой, на юге — Ведучи, на западе — Цюники и Хачарой-Эхк
.

## История
Родовое село Чантий (чечен. Чӏаьнтий).
В селе имеется 5 исторических боевых башен; Дёра и Тал-кали имеют статус объектов культурного наследия. Также в пределах села имеются мёртвый город Эткали и историческая мечеть.

### Период выселения
В 1944 году коренное население ЧИ АССР было выселено. После восстановления ЧИ АССР чеченцам было запрещено возвращаться в свои исконные районы: Галанчожский, Шатойский и Итум-Калинский.

## Население
| 1990 | 2002 | 2010 |
| ---- | ---- | ---- |
| 697  | ↗841 | ↘739 |

## Образование
- Тазбичинская муниципальная средняя общеобразовательная школа[7].